# 卡洛雷伊爾皮諾河

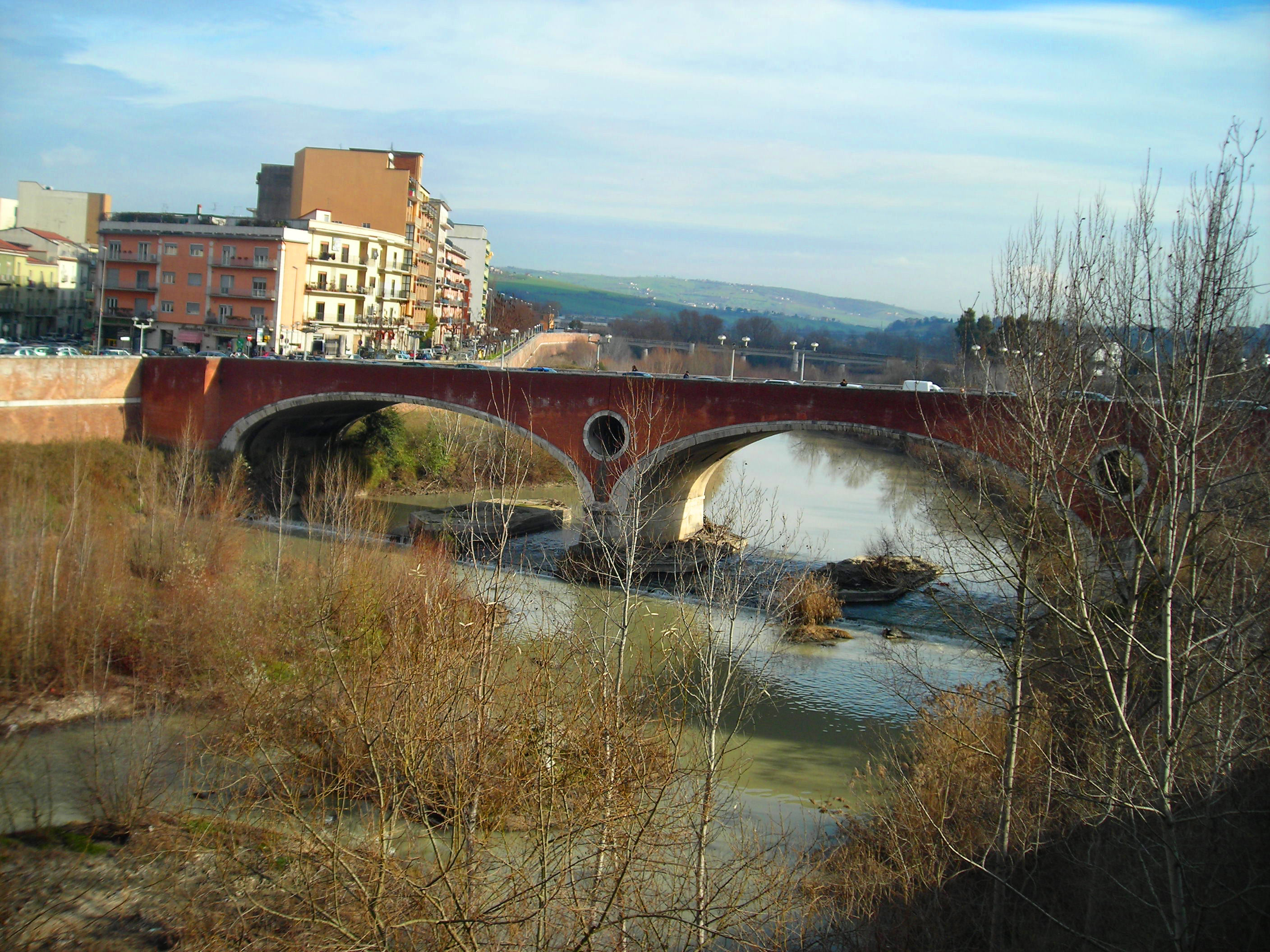
贝内文托的万维泰利桥

卡洛雷伊爾皮諾河是意大利的河流，位於該國西南部，屬於沃爾圖諾河的支流，河道全長108公里，流域面積3,085平方公里，平均流量每秒31.8立方米，發源自亞平寧山脈。
41°11′06″N 14°27′46″E / 41.18500°N 14.46278°E